# Dokuro (jeu vidéo)
Pour les articles homonymes, voir Dokuro.
Dokuro est un jeu vidéo d'action et de réflexion développé par Game Arts et édité par GungHo Online Entertainment, sorti en 2012 sur PlayStation Vita puis en 2013 sur iOS et Android et enfin en 2014 sur Windows,

## Accueil
- Famitsu : 34/40[1]
- Jeuxvideo.com : 16/20[2]